# Samorząd terytorialny w Liechtensteinie

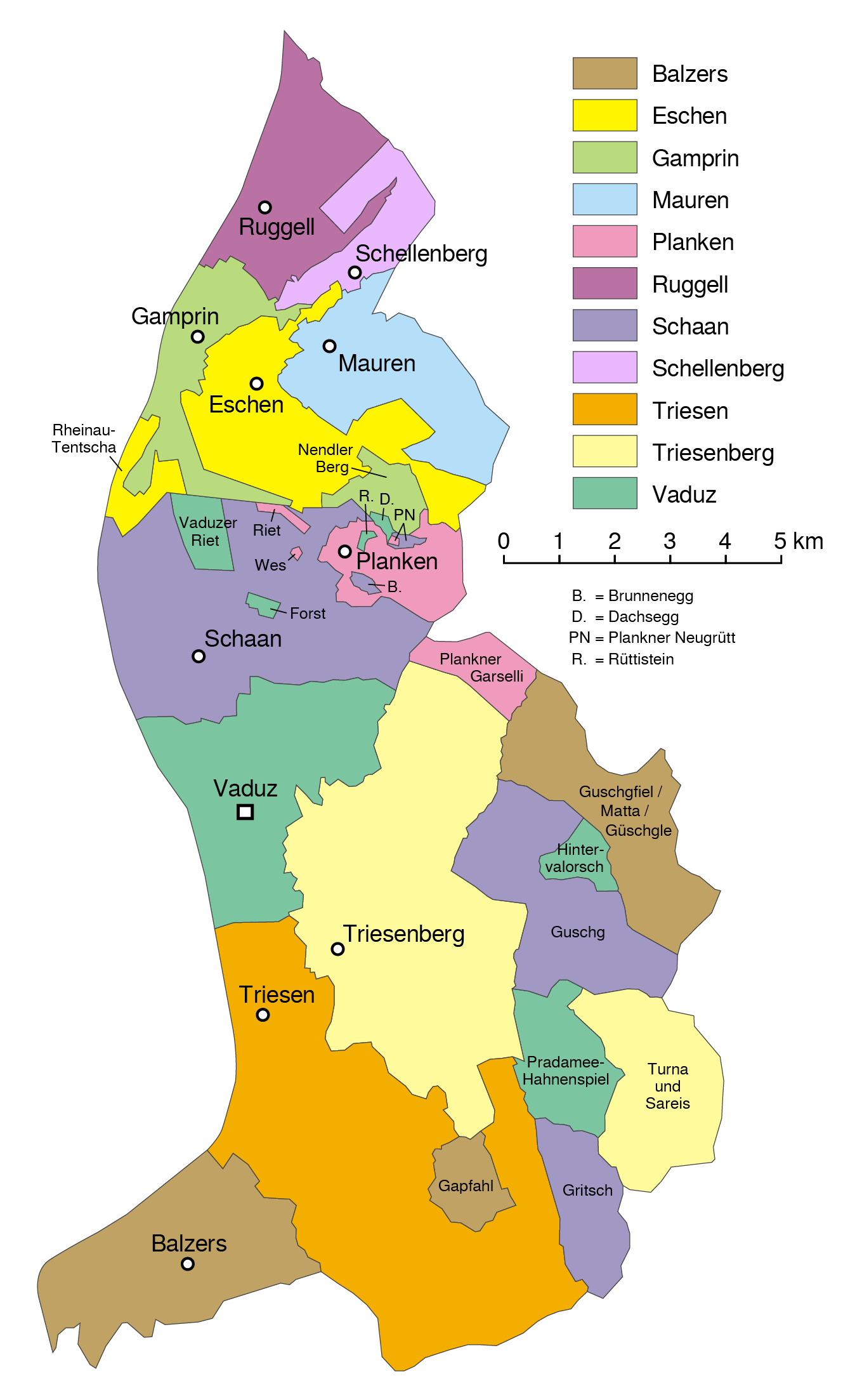
Podział administracyjny Liechtensteinu.

Samorząd terytorialny w Liechtensteinie – struktura samorządu terytorialnego w Księstwie Liechtensteinu. Samorządowi terytorialnemu został poświęcony Rozdział X Konstytucji Liechtensteinu. Mimo stosunkowo szerokiej autonomii jednostek administracyjnych Liechtenstein jest państwem unitarnym i władza centralna jest władzą nadrzędną.

## Struktura samorządu terytorialnego
Liechtenstein jest państwem niewielkim i w związku z tym samorząd w tym państwie jest jednostopniowy. Jedynymi jednostkami o kompetencjach administracyjnych są gminy (niem. Gemeinde). Wyróżnia się również jednostki nadrzędne do gmin nazywane regionami (niem. Landschaft), pełniące jednocześnie funkcje okręgów wyborczych jednak nie mają one znaczenia w administracji samorządowej. Zgodnie z Konstytucją na Liechtenstein składają się dwa regiony podzielone na jedenaście gmin: Oberland (gminy: Balzers, Planken, Schaan, Triesen, Triesenberg, Vaduz) oraz Unterland (gminy: Eschen, Gamprin, Mauren, Ruggell, Schellenberg).

## Pozycja prawna samorządu terytorialnego
Konstytucja nie określa dokładnych kompetencji i zasad pracy gmin, które określone zostały w ustawach. Ustawa zasadnicza określa jednak podstawy, na których mają opierać się ustawy dot. samorządu terytorialnego, takie jak: wolność wyboru naczelnika gminy, samodzielności gminy w zarządzaniu jej majątkiem oraz kierowaniu lokalną policją, a także prawo gminy do przyjmowania obywateli i osiedlania ich na swoim terytorium. Gminy posiadają autonomię (określaną jako Gemeindeautonomieprinzip).
Ponadto Konstytucja gwarantuje gminom możliwość wystąpienia z Księstwa o czym może zadecydować większość obywateli gminy.
Prawo do głosowania w sprawach gminnych przysługuje wszystkim obywatelom gminy, którzy ukończyli 18 lat a ich prawa wyborcze nie zostały zawieszone.
Gminy mają możliwość wpływu na władzę centralną i prawodawstwo – Konstytucja gwarantuje zgromadzeniom gminnym inicjatywę ustawodawczą (do inicjatywy potrzeba ustaw trzech zgromadzeń gminnych lub 4 jeżeli inicjatywa dotyczy ustawy zasadniczej). Ponadto na wniosek czterech zgromadzeń gminnych Landtag może zostać rozwiązany.
Liechtensteińskie jednostki samorządu terytorialnego mogą korzystać z referendów. Na wniosek trzech zgromadzeń gminnych pod referendum może zostać poddana ustawa przyjęta przez Landtag.
Współcześnie status prawny gmin określa szczegółowo Ustawa o Gminach (niem. Gemeindegesetz) z 20 marca 1996 roku.

## Organa gminy
Każda gmina posiada cztery organa: Zgromadzenie Gminne, Rada Gminy, Naczelnik Gminy oraz Komisja kontrolna.

### Zgromadzenie Gminne
Zgromadzenie Gminne (niem. Gemeindeversammlung) tworzą wszyscy obywatele zamieszkujący na terenie danej gminy, którzy posiadają prawa wyborcze. Mieszkańcy gmin mogą podejmować decyzję podczas publicznych zebrań Zgromadzenia, które zwołuje Naczelnik Gminy lub podczas tajnych głosowań.
Jest to organ nadrzędny w stosunku do pozostałych organów i to właśnie Zgromadzenie wybiera Naczelnika Gminy oraz członków Rady Gminy i Komisji kontrolnej. Do najważniejszych kompetencji tego gremium należą: wyrażanie zgody na nowe wydatki gminy, uchwalanie statutu danej jednostki czy podejmowanie decyzji dot. udziału gminy w inwestycjach. Kworum na zebraniach Zgromadzenia stanowi 1/6 obywateli uprawnionych do głosowania.

### Rada Gminy
Rada Gminy (niem. Gemeinderat) to organ kolegialny, składający się z Naczelnika Gminy oraz radnych, których liczba zależy od statutu danej gminy.
Członkowie Rady są wybierani tajnych, powszechnych, bezpośrednich, równych i proporcjonalnych wyborach lokalnych przez Zgromadzenie Gminne. Ordynacja wyborcza podczas tych wyborów jest analogiczna do tej w wyborach do Landtagu. Przepisy szczegółowo określają procedurę zgłaszania kandydatów do Rad – kandydaci są zgłaszani przez grupy wyborcze (partie polityczne) w listach. Aby lista została przyjęta musi zostać poparta podpisami obywateli gminy w liczbie dwukrotnie przewyższającej liczbę radnych w Radzie tej gminy. Ponadto na jednej liście nie mogą znaleźć się osoby spokrewnione, spowinowacone lub będące w związku małżeńskim. Mandaty są rozdzielane według metody Hagenbacha-Bischoffa i metody d’Hondta.
Jest to organ wykonawczy i kierowniczy o zróżnicowanych kompetencjach, do których należą m.in. organizowanie administracji samorządowej, planowanie finansów gminy, przygotowywanie dokumentów związanych z działalnością Zgromadzenia Gminnego czy zlecanie zamówień publicznych.
Obrady Rady Gminy zwołuje Naczelnik Gminy. Posiedzenia są zazwyczaj niejawne, kworum stanowi połowa radnych, a decyzje podejmuje się większością głosów.

#### Aktualne składy Rad Gmin
Ostatnie wybory lokalne w Liechtensteinie miały miejsce w 2019 roku. Zwyciężyła je Postępowa Partia Obywatelska z poparciem 42,9%. Drugie miejsce zajęła Unia Patriotyczna – 41,6%. Na trzeciej pozycji znalazła się Wolna Lista – 10,4% a najniższy rezultat osiągnęły ugrupowania Niezależni – 2,9% oraz Demokraci Liechtenstein – 2,1%.
Najwięcej miejsc w Radach Gmin posiada zatem FBP – 48 radnych a niewiele mniej mandatów zyskała VU – 46 radnych. Osiem mandatów zdobyła FL, a pozostałe dwa miejsca przypadły dwóm najsłabszym ugrupowaniom.
| Gmina        | Liczba radnych | Przynależność partyjna radnych | Przynależność partyjna radnych | Przynależność partyjna radnych | Przynależność partyjna radnych | Przynależność partyjna radnych | Przynależność partyjna radnych |
| Gmina        | Liczba radnych | FBP                            | VU                             | FL                             | DpL                            | DU                             | Ogółem                         |
| Oberland     | Oberland       | Oberland                       | Oberland                       | Oberland                       | Oberland                       | Oberland                       | Oberland                       |
| ------------ | -------------- | ------------------------------ | ------------------------------ | ------------------------------ | ------------------------------ | ------------------------------ | ------------------------------ |
| Vaduz        | 12             | 5                              | 5                              | 2                              | 0                              | 0                              |                                |
| Balzers      | 10             | 4                              | 5                              | 1                              | 0                              | 0                              |                                |
| Planken      | 6              | 4                              | 1                              | 1                              | 0                              | 0                              |                                |
| Schaan       | 12             | 5                              | 5                              | 1                              | 0                              | 1                              |                                |
| Triesen      | 10             | 5                              | 5                              | 0                              | 0                              | 0                              |                                |
| Triesenberg  | 10             | 4                              | 5                              | 1                              | 0                              | 0                              |                                |
| Unterland    |                |                                |                                |                                |                                |                                |                                |
| Eschen       | 10             | 4                              | 5                              | 0                              | 1                              | 0                              |                                |
| Gamprin      | 8              | 4                              | 4                              | 0                              | 0                              | 0                              |                                |
| Mauren       | 10             | 5                              | 4                              | 1                              | 0                              | 0                              |                                |
| Ruggell      | 8              | 4                              | 4                              | 0                              | 0                              | 0                              |                                |
| Schellenberg | 8              | 4                              | 3                              | 1                              | 0                              | 0                              |                                |
| Suma:        | 104            | 48                             | 46                             | 8                              | 1                              | 1                              |                                |

### Naczelnik Gminy
Naczelnik Gminy (niem. Gemeindevorsteher) to organ jednoosobowy, który stoi na czele Rady Gminy i zarządza jej obradami. Pełni funkcje nadzorcze, wykonawcze i reprezentacyjne oraz kieruje administracją samorządową. Wybory na naczelników odbywają się razem z wyborami do Rad co cztery lata.
Jedynie naczelnik gminy stołecznej – Vaduz, jest tradycyjnie określany Burmistrzem (niem. Bürgermeister).

#### Urzędujący Naczelnicy Gmin
| Gmina        | Naczelnik               | Partia                       |
| Oberland     | Oberland                | Oberland                     |
| ------------ | ----------------------- | ---------------------------- |
| Vaduz        | Manfred Bischof         | Postępowa Partia Obywatelska |
| Balzers      | Hansjörg Büchel         | Postępowa Partia Obywatelska |
| Planken      | Rainier Beck            | Unia Patriotyczna            |
| Schaan       | Daniel Hilti            | Unia Patriotyczna            |
| Triesen      | Daniela Wellenzohn-Erne | Unia Patriotyczna            |
| Triesenberg  | Christoph Beck          | Unia Patriotyczna            |
| Unterland    |                         |                              |
| Eschen       | Tino Quaderer           | Postępowa Partia Obywatelska |
| Gamprin      | Johannes Hasler         | Postępowa Partia Obywatelska |
| Mauren       | Freddy Kaiser           | Postępowa Partia Obywatelska |
| Ruggell      | Maria Kaiser-Eberle     | Postępowa Partia Obywatelska |
| Schellenberg | Norman Wohlwend         | Postępowa Partia Obywatelska |